# Azərbaycan Atletika Federasiyası
La Azərbaycan Atletika Federasiyası, in inglese Azerbaijan Athletics Federation (AAF) è la federazione sportiva che si occupa dell'atletica leggera in Azerbaigian.

## Consiglio federale
- Presidente
  - Chingiz Huseynov
- Vicepresidente
  - Mehdì Nagiyev
  - Tofìq Qarayev
  - Seymur Mahmudov
- Segretario federale
  - Firat Huseynov
- Consiglieri
  - Şìngìz Gulìyev, Cafar Hümbatov, Elman Rzayev, Könul Nurullayeva, Kamal Ahmadov, Mìrkamìl Rahìmov, Maharram Sultanzada, Natìq Alìyev, Nadìr Akìyev, Ragìf Abbaso], Sadìq Sadìqov, Sìrìn Valìyev, Sevda Bayramova, Fìkrat Ahmadov

### Presidenti
- Samad Salehov (1993 - 1994)
- Elxan Agayev (1994 - 1996)
- Chingiz Huseynov (1996 - in carica)